# Damon uncinatus
Damon uncinatus is een soort zweepspin (Amblypygi). Hij komt uitsluitend voor in Kameroen.